# Frenda
Frenda är en ort i Algeriet.   Den ligger i provinsen Tiaret, i den norra delen av landet, 260 km sydväst om huvudstaden Alger. Frenda ligger 1 058 meter över havet och antalet invånare är 63 319.
Terrängen runt Frenda är kuperad åt nordväst, men åt sydost är den platt. Terrängen runt Frenda sluttar västerut. Runt Frenda är det ganska glesbefolkat, med 42 invånare per kvadratkilometer. Det finns inga andra samhällen i närheten. Trakten runt Frenda består till största delen av jordbruksmark.